# Xã Lincoln, Quận Shelby, Iowa
Xã Lincoln (tiếng Anh: Lincoln Township) là một xã thuộc quận Shelby, tiểu bang Iowa, Hoa Kỳ. Năm 2010, dân số của xã này là 371 người.